# St Erney
Koordinaten: 50° 25′ N, 4° 18′ W

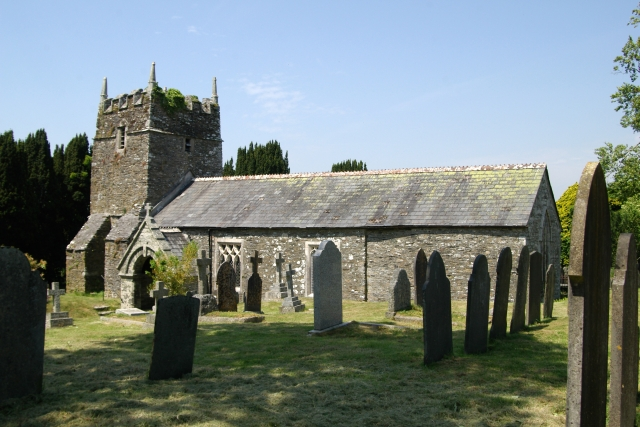
St Erney Church

St Erney ist ein Weiler mit einer Kirche der Church of England in der Zeremoniellen Grafschaft Cornwall, England, Vereinigtes Königreich.